# Молочки (Житомирская область)
Моло́чки (укр. Молочки) — село на Украине, находится в Бердичевском районе Житомирской области.
Код КОАТУУ — 1825885601. Население по переписи 2001 года составляет 642 человека. Почтовый индекс — 13262. Телефонный код — 4139. Занимает площадь 3,06 км².

## Адрес местного совета
13262, Житомирская область, Чудновский р-н, с. Молочки, ул. Ленина, 2